# Abadia de Tholey

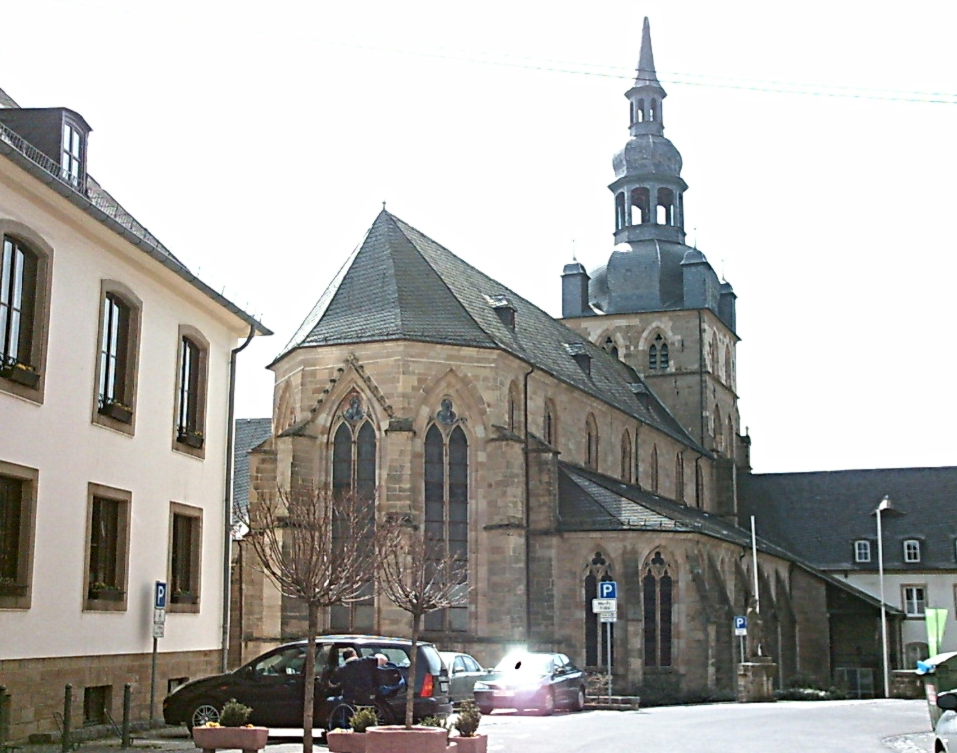
Foto Abadia de Tholey

Abadia de Tholey (em alemão:  Abtei Tholey) em Tholey, no distrito de Sankt Wendel, no Sarre, é um mosteiro beneditino dedicado a São Maurício. Faz parte da Congregação Beuronense dentro da Confederação Beneditina.

## História
Já nos séculos V e VI, um grupo de clérigos havia se estabelecido aqui nas ruínas romanas. Seguindo as instruções de Magnerich, bispo de Trier de 566 a 600, esses eremitas se transformaram em comunidades monásticas. Diz-se que uma das primeiras dessas comunidades, ao pé do Schaumberg, teve São Vendelino como seu chefe, que é, portanto, considerado pela tradição como o primeiro abade de Tholey.
Pensa-se que a história beneditina de Tholey começou por volta de 750. No final do século XV, a abadia passou a fazer parte da Congregação Bursfelde.
Em 1794, durante a Revolução Francesa, a abadia foi saqueada, incendiada e dissolvida no mesmo ano. Em 1798, os edifícios restantes foram leiloados. Em 1806 passaram a ser propriedade do concelho, como igreja paroquial e casa do pároco.
A atual abadia foi fundada pelos Beneditinos em 1949 e estabelecida em 1950 pelos monges da Abadia de São Matias, Trier. Os monges trabalham no cuidado pastoral e administram a casa de hóspedes e a livraria. Em 2020, doze monges de cinco nações moravam no mosteiro.
Em 2008, com o apoio filantrópico de Edmund e Ursula Meiser, a casa capitular foi reformada e o pavilhão de estilo barroco foi erguido no terreno da abadia.
Em 2020, a abadia instalou vitrais criados pelos artistas alemães Gerhard Richter e Mahbuba Maqsoodi. As três janelas de Richter - com tons de vermelho e azul profundos predominando nas duas telas externas e a central dominada por ouro radiante - têm mais de 9 metros de altura e têm um design simétrico. As 34 janelas de Maqsoodi para a igreja apresentam imagens figurativas que retratam santos e cenas da Bíblia.

## Abades desde 1949
| 1949 - 1976      | Dr. Petrus Borne                          |
| 1977 - 1981      | Hrabanus Heddergott                       |
| 1985 - 2007      | Makarios Hebler                           |
| 2008 - até agora | Maurício Choriol (Administrador Anterior) |